# Túnel Coen
El Túnel Coen (en neerlandés: Coentunnel) es un túnel en la autopista A10 en medio del canal del Mar del Norte en el oeste de Ámsterdam, en los Países Bajos.

## Descripción
El túnel lleva el nombre del puerto Coen, en la vecindad, que fue nombrado así en honor de Jan Pieterszoon Coen. El túnel tiene 1283 metros de largo, de los cuales, 587 metros están plenamente cubiertos. El túnel conecta el distrito Zaan con la parte occidental de Ámsterdam. El túnel alcanza una profundidad máxima de 22 metros. 
Antes de que se construyera el túnel, el ferry Hem y, en menor grado, el puente de Schellingwouder, eran la conexiones más importantes entre Ámsterdam y Zaandam, lo que causaba serios embotellamientos de tráfico.